# Jogos da Ásia Oriental de 2005
Os Jogos da Ásia Oriental de 2005 foram a terceira edição do evento multiesportivo, realizado em Macau, entre os dias 29 de outubro e 06 de novembro.

## Países participantes
Nove países participaram do evento:
- China
- Japão
- Coreia do Norte
- Mongólia
- Guam
- Coreia do Sul
- Taipé Chinesa
- Hong Kong
- Macau

## Modalidades
Foram disputadas dezessete modalidades nesta primeira edição dos Jogos:
| - Atletismo - Barco Dragão - Basquetebol - Boliche - Caratê - Dança de salão - Esportes aquáticos - Futebol - Ginástica | - Hóquei sobre grama - Levantamento de peso - Remo - Soft tênis - Taekwondo - Tênis - Tiro - Wushu |

## Quadro de medalhas
País sede destacado.
| Ordem | País            | Medalha de ouro | Medalha de prata | Medalha de bronze |     |
| ----- | --------------- | --------------- | ---------------- | ----------------- | --- |
| 1     | China           | 127             | 63               | 33                | 223 |
| 2     | Japão           | 46              | 56               | 77                | 179 |
| 3     | Coreia do Sul   | 32              | 48               | 65                | 145 |
| 4     | Taipé Chinesa   | 12              | 34               | 26                | 72  |
| 5     | Macau           | 11              | 16               | 17                | 44  |
| 6     | Coreia do Norte | 6               | 10               | 20                | 36  |
| 7     | Hong Kong       | 2               | 2                | 9                 | 13  |
| 8     | Mongólia        | 1               | 1                | 6                 | 8   |
| 9     | Guam            |                 |                  | 1                 | 1   |
| TOTAL | TOTAL           | 237             | 230              | 254               | 721 |